# Guit-guit brillant
Cyanerpes lucidus
Espèce
Statut de conservation UICN

 LC  : Préoccupation mineure
Répartition géographique
Le Guit-guit brillant (Cyanerpes lucidus), aussi appelé Sucrier brillant, est une espèce de passereaux de la famille des Thraupidae.

## Taxonomie
Le nom valide complet (avec auteur) de ce taxon est Cyanerpes lucidus (P. L. Sclater & Salvin, 1859).

## Répartition et sous-espèces
Cet oiseau est répandu en Amérique centrale.
Selon la classification de référence du Congrès ornithologique international (14.2. 2024) :
- Cyanerpes lucidus lucidus (P. L. Sclater & Salvin, 1859) — du Chiapas au Nicaragua ;
- Cyanerpes lucidus isthmicus Bangs, 1907 — du Costa Rica à la Colombie.